# Jerónimo Rogado do Carvalhal e Silva

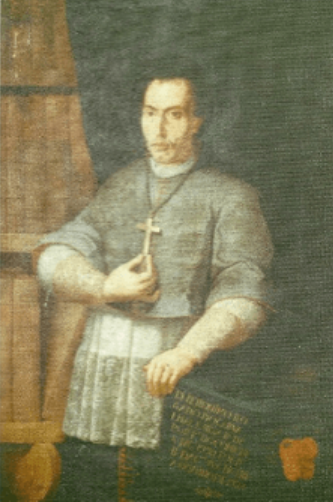
D. Jerónimo Rogado do Carvalhal e Silva (Paço Episcopal de Portalegre)

Jerónimo Rogado do Carvalhal e Silva (Guarda, São Vicente, 17 de Dezembro de 1720 - Guarda, 17/19 de Fevereiro de 1797) foi um religioso português.

## Biografia
D. Jerónimo Rogado do Carvalhal e Silva era filho de Luís de Oliveira da Costa de Almeida Osório (Guarda, c. 1690 - ?) e de sua mulher Maria Marta do Carvalhal Juzarte de Vasconcelos (Alter do Chão, Alter do Chão, bap. 8 de Agosto de 1695 - ?).
Entrou na vida eclesiástica como Clérigo Secular e, a 22 de Janeiro de 1766, foi eleito 19.º Bispo de Portalegre, cargo que só a 4 de Agosto de 1770 foi confirmado, por terem estado interrompidas as relações de Portugal com a Santa Sé e os Estados Pontifícios. Recebeu a sagração a 14 de Outubro de 1770, chegando a Portalegre a 20 de Novembro de 1770 e fazendo a sua entrada solene a 31 de Dezembro de 1770.
Em data desconhecida de Novembro de 1772, foi transferido, como 53.º Bispo da Guarda, para a respectiva Diocese, na qual foi confirmado em Consistório de 10 de Junho de 1773, recebendo as Bulas a 19 de Setembro de 1773. Ali se conservou até à data da sua morte.
Escreveu: 
- Carta pastoral e exortatória aos seus diocesanos, na ocasião da sua elevação à dignidade episcopal, Lisboa, 19 de Outubro de 1770[1]
- Carta pastoral e exortatória a todas as pessoas eclesiásticas e seculares do seu bispado, Portalegre, 4 de Março de 1773[1]

Foi tio-trisavô do 1.º Conde da Guarda.